# KV55
KV55 i Konungarnas dal utanför Luxor i Egypten var begravningsplats för farao Akhenaton under Egyptens artonde dynasti. Graven hittades 1907 av Edward Ayrton.
Graven är uthuggen i marken i huvudwadin precis söder om KV6. Sannolikt täcktes ingången till KV55 över av schaktmassor när KV6 grävdes. KV55 är en av de minsta i Konungarnas dal och upptar bara 84 m2. Ursprungligen tros KV55 varit förvaringsplats för artefakter från den kungliga begravningsplatsen i El-Amarna, för att sedan blivit omgjord till grav. Drottning Tiye begravdes eventuellt ursprungligen i KV55 för att senare flyttas till KV35.
I KV55 hittades en mumie vars ursprung är omdiskuterat, men flera undersökningar visar att mumien är Tutankhamons far och med stor sannolikhet är identifierad som Akhenaton.